# قوشيجة (مقاطعة فامنين)
قوشيجة (بالفارسية: قوشیجه) هي قرية تقع في قسم مفتح الريفي (مقاطعة فامنين) في إيران. يقدر عدد سكانها بـ 85 نسمة بحسب إحصاء 2016.